# 瓊州
琼州，唐朝时设置的州。
贞观五年（631年）析崖州置，十三年废。寻复。治所在琼山县（今海南省海口市琼山区南新民乡白石村，北宋开宝中移今琼山区治）。辖境相当今海南省海口、琼海市及定安、屯昌、临高县。乾封后一度为当地黎族所据。贞元五年（789年）唐朝收復，并设琼崖振儋万安等五州招讨游奕使。北宋时辖境扩大，包有今文昌市地。属广南西路。元朝时属湖广等处行中书省。天历二年（1329年）改为乾宁军民安抚司。
| 唐代行政区划变迁 | 唐代行政区划变迁 | 唐代行政区划变迁 | 唐代行政区划变迁 | 唐代行政区划变迁 |
| 貞觀5年          | 貞觀13年         | 显慶5年          | 龍朔2年          | 貞元5年          |
| ---------------- | ---------------- | ---------------- | ---------------- | ---------------- |
| 瓊山县           |                  |                  |                  |                  |
| （新設）         | 曾口县           | 曾口县           | 曾口县           | 曾口县           |
| （新設）         | 顔羅县           |                  |                  |                  |
| （新設）         | 容瓊县           |                  |                  |                  |
| （新設）         | （新設）         | 乐会县           | 乐会县           | 乐会县           |
| 臨機县           | （改属崖州）     | （改属崖州）     | （改属崖州）     | 臨高县           |
| 万安县           | （改属崖州）     | （改属崖州）     | （改属万安州）   | （改属万安州）   |
| 富雲县           | （改属崖州）     | （改属崖州）     | （改属万安州）   | （改属万安州）   |

琼州刺史
- 李逸（唐高宗乾封年间，都督）
- 杨清（819年，未任）
- 李某（宝历、大和年间）
- 贾继宗（832年）
- 韦公干（唐文宗时）
- 韩约婿（唐文宗时）
- 贾师由（851年）
- 田章（854年）
- 李行素（唐懿宗咸通初）
- 张鹏（唐懿宗咸通年间）